# Næstved Boldklub
Il Næstved Boldklub è una società calcistica danese con sede a Næstved. 
La squadra disputa le gare interne nello Stadio Næstved, impianto in grado di ospitare 10.000 spettatori e dotato di 2.300 posti a sedere. I colori sociali sono il verde e il bianco, che ne compongono anche la divisa in casa e in trasferta: la terza maglia prevede invece un completo di colore rosso.

## Storia
Fondata ufficialmente il 1º ottobre 1996 all'interno della polisportiva Næstved Idræts Forening (nata nel 1939), ne ereditò titoli precedenti e colori sociali (nel campionato danese, infatti, il club era indicato come Næstved IF). Milita attualmente nella 2. Division, la terza serie del campionato danese (DBU). 
Il periodo d'oro del club risale agli anni settanta e ottanta: dal 1972 al 1988 la squadra collezionò infatti 2 secondi posti e 4 terzi posti nella Superligaen. Nella stagione 1973-1974 ha partecipato alla Coppa UEFA, venendo però eliminata dal Fortuna Düsseldorf nei trentaduesimi di finale, dopo aver perso 1-0 in trasferta e pareggiato 2-2 in casa. Nel 1994 la squadra raggiunse la finale della Coppa di Danimarca, dove venne però sconfitta dal Brøndby IF ai calci di rigore per 3-1. Nel 2000 la squadra ebbe una parabola discendente, che la portò in pochi anni in seconda divisione (terza lega), con il rischio di retrocedere nelle divisioni minori (cosa mai successa dalla fondazione nel 1939). Al momento, la società pare essere in ripresa ed è stabilmente presente nella 1ª divisione danese.
Lo sponsor attuale della squadra è la banca danese DiBA.

### La tragedia del 2006
Il 12 giugno 2006 il ventiseienne giocatore del Næstved Rasmus Green perse conoscenza durante un allenamento con la squadra. Nonostante i numerosi tentativi di rianimazione tentati dai compagni, dal medico della squadra e dai sanitari chiamati sul posto, il giocatore arrivò morto all'ospedale di Næstved. I tifosi dedicarono una pagina web allo scomparso e la squadra ha da allora ritirato la maglia numero 7 indossata dal giocatore al momento della scomparsa.

## Risultati rilevanti
- 1972 - Terzo posto in Superligaen[2] (miglior piazzamento dal 1939)
- 1973 - Partecipazione alla Coppa Uefa (eliminata nei 32esimi dal Fortuna Düsseldorf)
- 1975 - Terzo posto in Superliga danese
- 1980 - Secondo posto in Superliga danese
- 1981 - Terzo posto in Superliga danese
- 1986 - Terzo posto in Superliga danese
- 1988 - Secondo posto in Superliga danese
- 1994 - Secondo posto in Coppa di Danimarca (sconfitta in finale ai rigori per 3-1 dal Brøndby IF)

### Statistiche di squadra
Dati aggiornati all'11 dicembre 2009
| Categoria    | Partecipazioni |
| ------------ | -------------- |
| SUPERLIGA    | 24             |
| 1ª DIVISIONE | 33             |
| 2ª DIVISIONE | 13             |

## Record di presenze
| #  | Nome            | Nazionalità          | Presenze | Goal |
| -- | --------------- | -------------------- | -------- | ---- |
| 1  | Frank Hougaard  | Danimarca (bandiera) | 511      | ?    |
| 2  | Mogens Hansen   | Danimarca (bandiera) | 427      | ?    |
| 3  | Søren Juel      | Danimarca (bandiera) | 375      | ?    |
| 4  | Torben Johansen | Danimarca (bandiera) | 355      | 22   |
| 5  | Aage Hermansen  | Danimarca (bandiera) | 338      | ?    |
| 6  | Alex Nielsen    | Danimarca (bandiera) | 320      | ?    |
| 7  | Klaus Juliussen | Danimarca (bandiera) | 316      | ?    |
| 8  | Jørgen Hansen   | Danimarca (bandiera) | 309      | ?    |
| 9  | Benny Jacobsen  | Danimarca (bandiera) | 295      | ?    |
| 10 | Poul Nielsen    | Danimarca (bandiera) | 287      | ?    |

## Palmarès

### Competizioni nazionali
- 1. Division: 3

1977, 1991, 1993-1994
- 2. Division: 3

2005-2006, 2014-2015, 2021-2022

### Competizioni internazionali
- Coppa Piano Karl Rappan: 1

1989

### Altri piazzamenti
- Campionato danese:

Secondo posto: 1980, 1988
Terzo posto: 1972, 1975, 1981, 1986
- Coppa di Danimarca:

Finalista: 1994
- 2. Division:

Secondo posto: 2017-2018

## Organico

### Rosa 2020
Aggiornato al 7 settembre 2020
| N. |                      | Ruolo | Calciatore         |
| -- | -------------------- | ----- | ------------------ |
| 2  | Danimarca (bandiera) | D     | Lasse Nielsen      |
| 5  | Brasile (bandiera)   | C     | Luis Fernando      |
| 6  | Brasile (bandiera)   | C     | Edson Souza Aquino |
| 8  | Danimarca (bandiera) | A     | Christoffer Thrane |
| 9  | Iraq (bandiera)      | A     | Ahmed Hassan       |
| 11 | Brasile (bandiera)   | C     | Mateus Costa       |
| 13 | Danimarca (bandiera) | P     | Viktor Anker       |
| 15 | Serbia (bandiera)    | D     | Aleksa Todorovic   |
| 16 | Danimarca (bandiera) | D     | Magnus Jørgensen   |
| 17 | Danimarca (bandiera) | C     | Abdoulie Njai      |
| 18 | Danimarca (bandiera) | P     | Jeppe Rømer        |
| 19 | Ghana (bandiera)     | C     | Godwin Segle       |

| N. |                      | Ruolo | Calciatore                    |
| -- | -------------------- | ----- | ----------------------------- |
| 20 | Ghana (bandiera)     | A     | Eric Zotorvie                 |
| 22 | Danimarca (bandiera) | D     | Jesper Overgaard Christiansen |
| 23 | Danimarca (bandiera) | D     | William Lenart                |
| 25 | Danimarca (bandiera) | D     | Lucas Rejnhold Steen          |
| 26 | Ghana (bandiera)     | A     | Isaac Nortey                  |
| 27 | Ghana (bandiera)     | A     | Ibrahim Laar                  |
| 29 | Germania (bandiera)  | C     | Alexander Schmitt             |
| 30 | Danimarca (bandiera) | C     | Marius Christiansen           |
| 31 | Ghana (bandiera)     | C     | Joshua Amartey                |
| 32 | Brasile (bandiera)   | D     | Victor Jatobá                 |
| —  | Germania (bandiera)  | C     | Ivan Franjić                  |